# Mezofilipinski jezici
Mezofilipinski jezici jezična skupina koja se nekoć kao jedna od glavnih skupina malajsko-polinezijskih jezika koja je obuhvaćala (61) jezik na području Filipina. Ova skupina proširena je drugim jezicima koji su joj pridodani umiray dumagetski, manogbo, gorontalo-mongondowski i subanonski jezici u velikocentralnofilipinsku skupinu iz koje su isključeni kalamianski jezici. Sastojala se od užih skupina i podskupina.:
a) središnji Filipini (47):  
a1. ata;
a2. sorsogon ayta;
a3. tayabas ayta;
a4. Bikol (8):
a. obalni (4):
a1. Naga (3): mt. iraya agta, isarog agta,  centralni bicolano.
a2. Virac (1): južni catanduanes bicolano
b. Inland (3):
a1. mt. iriga agta
a2. Buhi-Daraga (1): albay bicolano
a3. Iriga (1):  iriga bicolano
c. Pandan (1): sjeverni catanduanes bicolano
a5. Bisayan (21):
a. Banton (1): bantoanon;
b. Cebuan (1): cebuano;
c. Centralni (9):
c1. Peripheral (5): ati, capiznon, hiligaynon, masbatenyo, porohanon;
c2. Romblon (1): romblomanon;
c3. Warayan (3): 
a1. Gubat (1): waray sorsogon,
a2. waray-waray (1): waray-waray;
a3. masbate sorsogon:
c4. južni (3):
a. Butuan-Tausug (2): butuanon, tausug;
b. Surigao (1): surigaonon;
d. zapadni (7):
d1. Aklan (2): aklanon, malaynon;
d2. caluyanun;
d3. Kinarayan (1): kinaray-A,
d4. Kuyan (2): cuyonon, ratagnon;
d5. sjeverni centralni (1): inonhan;
a6. Karolanos;
a7. Mamanwa (1): mamanwa;
a8. Mansakan (9):
a. Davawenyo (1): davawenyo,
b. istočni (4):
b1. Caraga (1): karaga mandaya;
b2. Mandayan (3): mansaka, cataelano mandaya, sangab mandaya;
c. sjeverni (1): kamayo;
d. zapadni (3): kalagan, kagan kalagan, tagakaulu kalagan;
a9. Magahat
a10. Sulod;
a11. Tagalog (2): filipinski, tagalog;
b) Kalamian (3): agutaynen, tagbanwa (2 jezika: calamian tagbanwa i centralni tagbanwa).
c) Palawano (7): batak, bonggi, molbog, palawano (3 jezika: centralni palavanski, jugozapadni palavanski, brooke's point palavanski), tagbanwa.
d) južni Mangyan (4): 
d1. Buhid-Taubuid (3): buhid, istočni tawbuid, zapadni tawbuid;
d2. Hanunoo (1): hanunoo

## Vanjske poveznice
- Ethnologue (14th)